# Vektor R4
R4 là loại súng trường tấn công sử dụng loại đạn 5.56x45mm NATO được giới thiệu và đưa vào sử dụng trong lực lượng vệ binh Nam Phi năm 1982, để thay thế cho loại súng sturmgewehr FN FAL sử dụng loại đạn 7.62x51mm NATO trước đó. Nó được chế tạo tại Nam Phi với bản quyền được giữ bởi công ty Fabrique Nationale de Herstal với tên R1. Mẫu R4 được sản xuất bởi Denel Land Systems trước đây là Lyttleton Engineering Works.
Bản quyền thiết kế của loại súng này nói đây là một mẫu biến thể của IMI Galil của Israel với một vài thay đổi nhỏ. Như báng súng và tay cầm của loại súng này được làm bằng nhựa cao phân tử rất chắc chắn cũng như rất nhẹ làm tăng độ cơ động dễ sử dụng cho cả các binh sĩ vừa làm quen với vũ khí của Nam Phi.

## Thông số thiết kế

### Cơ chế vận hành
R4 có cơ chế chọn chế độ bắn hệ thống trích khí sẽ đẩy thoi nạp đạn lên đạn một cách tự động xoay vòng. Cũng như loại súng tiền nhiệm là IMI Galil hệ thống của nó hoạt động giống như AK-47. Nó sử dụng sức mạnh của khí nén trong nòng súng khi viên đạn được bắn ra ngoài, hệ thống trích khí dài sẽ trích số khí này để đẩy thoi nạp đạn ra phía sau đẩy vỏ đạn cũ ra ngoài phía tay trái và đưa viên đạn mới vào khoang chứa đạn. Loại vũ khí này có cơ chế tự điều tiết số lượng khí trích và thoi nạp đạn xoay sẽ khóa viên đạn cố định trong khoang chứa đạn, hệ thống này xoay trên một rãnh xoắn khắc trong khoang chứa đạn cố định vị trí viên đạn với kim điểm hỏa.

### Tính năng
R4 sử dụng cơ chế búa điểm hỏa và có ba chế độ: hai chế độ bắn và một chế độ khóa an toàn. Hai nút xoay bằng thép nối với nhau ở hai bên súng chỉ vào các ký tự tượng trưng cho các chế độ như: "S" là khóa an toàn, "R" là chế độ bắn từng viên và "A" là hoàn toàn tự động. Chế độ khóa an toàn sẽ khóa cò súng không cho nó di chuyển.
R4 có cơ chế nạp đạn bằng hộp đạn rời 35 viên (thiết kế để sử dụng loại đạn 5.56x45mm NATO) gắn phía trước cò súng. Bộ phận chống chớp sáng có xẻ rãnh và được mài bén gắn ở đầu nòng súng có rãnh xoắn thể gắn ống phóng lựu. Vị trí dưới nòng súng phía bên dưới điểm ruồi có thể dùng để gắn đèn pha, chân chống chữ V hay cũng có thể dùng là bộ phận cắt dây cước.
R4 có cấu tạo khung báng súng theo hình ống có thể gấp sang phía bên phải. Tay cầm, cò súng, hộp đạn, tay cầm sát cò súng và phần đuôi báng súng tất cả được làm bằng vật liệu tổng hợp rất nhẹ và chắc, điều này khiến cho trọng lượng của nó nhẹ hơn nhiều so với mẫu IMI Galil vốn thường sử dụng kim loại nặng và gỗ để làm ra các bộ phận này.
Đối với việc làm sạch và bảo trì thì R4 có thể tháo ra thành từng phần như: khoang chứa đạn, hệ thống nòng, thoi nạp đạn, hệ thống trích khí và ống trích khí, hệ thống ngăn bụi lọt vào khoang chứa đạn và hộp đạn rời.

### Tầm ngắm
R4 sử dụng điểm ruồi và thước ngắm có thể tăng giảm tầm ngắm trong khoảng 300–500 m. Điểm ruồi nằm ở phần gần đầu nòng súng có bộ phận xác định hướng gió và có thể chỉnh cao thấp. Thước ngắm nằm ở phần đuôi của thân súng có bộ phận chống bụi. Để nhìn trong đêm bên dưới thước ngắm có gắn bộ phận nhìn trong đêm sử dụng tritium chỉ việc đè thước ngắm xuống kéo về phía sau một tí thì lò xo sẽ đẩy bộ phận nhìn trong đêm quay ra ngoài.

## Các biến thể
Lực lượng không quân và hải quân Nam phi sử dụng một mẫu ngắn hơn của loại vũ khí này được chế tạo với bản quyền thiết kế có tên là R5. R5 khi so sánh với R4 thì nó có chiều dài nòng ngắn hơn 130 mm (5.1 in) cũng như hệ thống trích khí và tay cầm ngắn hơn. Nó không thể gắn chân chó đèn pha và bộ phận chống phớp sáng không thể gắn ống phóng lựu.
Vào những năm 1990 một mẫu nhỏ hơn được dùng như vũ khí tự vệ cá nhân phát triển từ mẫu R5 đã được sản xuất cho các nhóm tài xế lái xe bọc thép với tên R6. Mẫu này càng giảm chiều dài của nòng súng, bộ phận trích khí và báng súng.
Denel Land Systems cũng giới thiệu mẫu bán tự động của R4,R5 và R6 được sản xuất cho dân thường và lực lượng thi hành công vụ. Các mẫu mới này có một thanh răng phía trên thân súng để gắn ống ngắm.